# آرون ساندوفال
آرون ساندوفال (بالإسبانية: Aarón Sandoval)‏ (11 سبتمبر 1993 بمدينة مكسيكو في المكسيك - ) هو لاعب كرة قدم مكسيكي في مركز الدفاع. لعب مع سانتوس لاغونا.

## وصلات خارجية
- آرون ساندوفال على موقع قاعدة بيانات كرة القدم.إي يو (الإنجليزية)
- آرون ساندوفال على موقع Soccerway.com (الإنجليزية)